# BASEketball
BASEketball (bra: Sem Trapaça Não Tem Graça) é um filme estadunidense de 1998, uma comédia dirigida por David Zucker e estrelada por Trey Parker e Matt Stone (criadores da série animada South Park).

## Sinopse
Joe Cooper (Parker) e Doug Remer (Stone) são dois colegas de escola fracassados que, por acaso, inventam um novo tipo de esporte: o baseketball, que seria um jogo de basquete com regras de beisebol. Os dois conseguem um certo sucesso com o novo esporte, e acabam chamando a atenção de Ted Denslow (vivido por Ernest Borgnine), um ricaço que propõe a criação de um liga nacional de beisquete. 
Alguns anos se passam, e o esporte já está consagrado. Mas em um dos jogos Ted Denslow acaba morrendo engasgado com uma salsicha, e em seu testamento Cooper passaria a ser dono do time (e não a viúva de Ted, Yvette), desde que o time conquistasse o campeonato. Entram em quadra então os problemas, as mentiras e as verdades por trás do novo jogo, mas sempre com muito bom humor.

## Elenco
- Trey Parker .... Joe Cooper
- Matt Stone .... Doug Remer
- Dian Bachar .... Kenny Scolari
- Yasmine Bleeth .... Jenna Reed
- Jenny McCarthy .... Yvette Denslow
- Ernest Borgnine .... Ted Denslow
- Robert Vaughn .... Baxter Cain